# Låglandslinjen

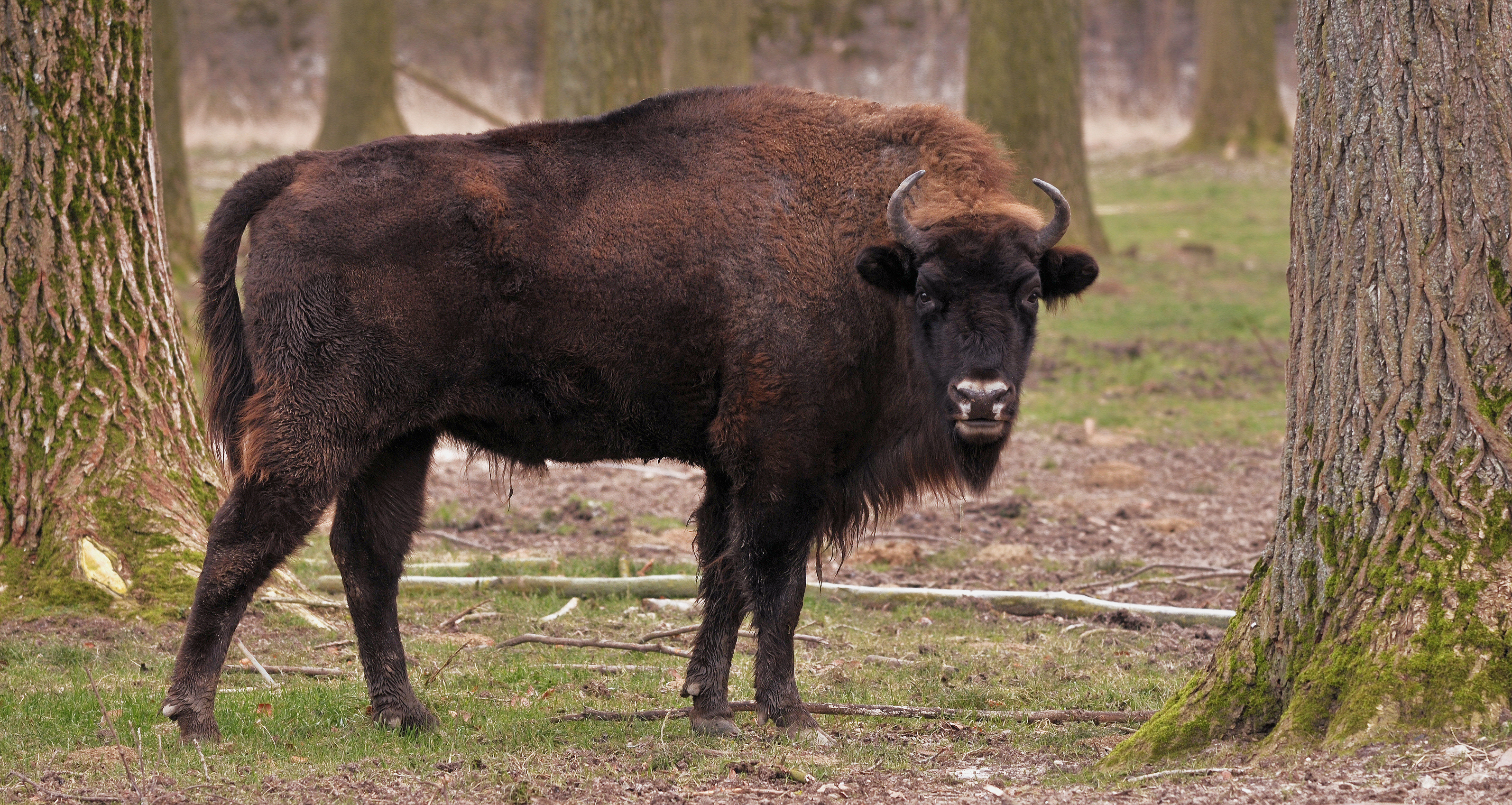
Ung visent från Låglandslinjen i Wisentgehegene Springe i Tyskland

Låglandslinjen, eller Lågland-Bialowieżalinjen är en avelslinje för visent av underarten Låglandsvisent, Bison bonasus bonasus.
Internationella ansträngningar att hindra utrotning av arten visent började organiseras 1923 efter den första internationella konferensen i Paris, grundandet av Internationale Gesellschaft zur Erhaltung des Wisents i Berlin och insamlandet av uppgifter till det som skulle bli Visentstamboken (European Bison Pedigree Book), med en första upplaga 1932. Det konstaterades 1925 att det bara fanns 54 överlevande individer av arten och att dessa härstammade från 12 förfäder ("grundare"). Bland dessa fanns två på Skansen: tjuren "Bill" och kon "Bilma".
Tidiga avelscentra var Skansen, där den första kalven, "Billa", föddes 1918, Visenthägnet vid Långsjön i Sverige från 1924 med djur från Skansen (vilket senare skulle bli Avesta visentpark), vilthägnet på slottet Boitzenburg i Brandenburg samt Wisentgehegene Springe i Niedersachsen i Tyskland från 1928. Vid denna tidpunkt var det svårt att anskaffa renrasiga visenter för att grunda och vidareutveckla hjordar. Därför skedde de första avelsförsöken ofta med korsningar med avkomlingar från bergsvisenttjuren Kaukasus och med från USA importerade bison.
Under 1800-talet hade viss avel av Bison bonasus bonasus kommit igång, framför allt under fursten av Pless Hans Heinrich XI av Hochburg i ett vilthägn i Pless i Oberschlesien, numera Pszczyna i Polen. De benämns Plesslinjen och är en underlinje till Låglandslinjen. 
Den stam av visenter idag, som är godkänd enligt den numera i Polen utgivna Visentstamboken, består av två genetiska linjer. Den ena är benämns Låglandslinjen och är renrasiga Bison bonasus bonansus och den andra benämns Låglands-Kaukauslinjen och har inblandning av Bison bonasus caucasicus genom bergsvisenttjuren Kaukasus, som dog 1925. Den förra benämns Låglandslinjen och den senare Låglands-Kaukasuslinjen. 
En framgångsrik uppbyggnad av en visentpopulation i det traditionella habitatet för Bison bonasus bonasus, Białowieżaskogen,  kom igång från 1929 i Visentreservatet i Białowieża kom igång från 1929, bland andra från Skansen "Bill" och "Bilmas" två kvigkalvar "Biserta" och "Biscaya". Underavelslinjen Plesslinjen, som uppkommit under senare delen av 1800-talet från visenter just från Białowieżaskogen bidrog också på ett väsentligt sätt i denna avel. 
Låglandslinjen har sitt ursprung från endast sju individer av de sammanlagt tolv "grundarna": fyra tjurar (däribland "Bill" från Skansen) och tre kor (däribland "Bilma" från Skansen). Alla tjurar av Låglandslinjen idag har kopior av samma y-kromosom, nämligen från tjuren ”Plebejer”. 

## Antal
År 2012 var antalet visenter av Låglandslinjen 2.611, jämfört med 2.376 av Låglands-Kaukasuslinjen.